# Tess Harper
Tess Harper (registrada al nacer como Tessie Jean Washam; Mammoth Spring, 15 de agosto de 1950) es una actriz de cine y televisión. Su debut en el cine fue en Tender Mercies, de 1983, película protagonizada por Robert Duvall y donde recibió una nominación al Anexo:Globo de Oro a la mejor actriz de reparto. Por su papel en la película de 1986 Crímenes del corazón, recibió una nominación al Óscar a la mejor actriz de reparto. Sus otras películas incluyen Flashpoint (1984), Ishtar (1987), Far North (1988) y No Country for Old Men (2007).[cita requerida]

## Primeros años
Hija de Ed y Rosemary (Langston) Washam, nació y se crio en Mammoth Spring, Arkansas. Se graduó de la escuela secundaria en 1968 y decidió asistir a la Universidad Estatal de Arkansas-Beebe (ASU-Beebe), donde actuó en varias obras de teatro, así como de Southwest Missouri State University (ahora Missouri State University), en Springfield, donde estudió una licenciatura en educación.[cita requerida]

## Carrera
Su carrera actoral partió en una serie de producciones teatrales y presentaciones en varios parques temáticos, incluyendo Dogpatch, USA y Silver Dollar City, teatros infantiles y teatros «dinner and a show». Tras esta etapa, ingresó a trabajar a una institución financiera en Texas que eventualmente le solicitaría a Harper participar en un anuncio de televisión. Luego de su estreno, un encargado de las audiciones para Tender Mercies tuvo que pasar la noche en Dallas y vio a Tess en la televisión, por lo que llamó a Duvall y organizó una audición; el director Bruce Beresford quedó impresionado con la actriz y la eligió para interpretar a Rosa Lee, el papel femenino principal de la cinta, una joven viuda y madre que se casa con el cantante de country Mac Sledge. Beresford dijo sobre Harper que «Ella entró en la habitación e incluso antes de hablar, pensé, 'Esta es la mujer para interpretar el rol principal'».
Por su rol debut en Tender Mercies, ganó una nominación a un Globo de Oro, mientras que su compañero Duvall fue acreedor al Óscar al mejor actor.
En 1983, apareció en la miniserie de televisión Chiefs, mientras que en 1984 hizo lo suyo en Celebrity; además, interpretó varios papeles en algunas películas para la televisión como Starflight: The Plane That Couldn't Land (1983) y Reckless Disregard (1985). En 1983, apareció en la cinta Silkwood.
En 1986, Harper fue nominada para el Óscar a la mejor actriz de reparto por su interpretación de Chick Boyle en Crímenes del corazón, también dirigida por Bruce Beresford (Tender Mercies). Más tarde participó en Ishtar (1987), Far North (1988), The Man in the Moon (1991), The Jackal (1997) y Loggerheads (2005). También participó en la minicinta musical Black Or White (1991), de Michael Jackson.[cita requerida]
Tuvo un papel regular en la serie de televisión de la CBS Christy, entre 1994 y 1995. Sus papeles han sido con frecuencia la de una mujer sureña, a pesar de que había trabajado para perder el acento de Arkansas. También tuvo un papel recurrente en otra serie de la CBS llamada Early Edition, entre 1996 y 2000. También interpretó a la madre de la protagonista Gary Hobsen. Harper compartió un Premio del Sindicato de Actores en la categoría de mejor reparto con sus compañeros de elenco de la película ganadora del Premio Óscar No Country for Old Men, en la que interpretó a la esposa de Tommy Lee Jones. Además, durante tres temporadas interpretó el papel de la señora Pinkman en Breaking Bad.[cita requerida]

## Filmografía
| Año       | Título                                                       | Rol                                   | Notas                                                                              |
| --------- | ------------------------------------------------------------ | ------------------------------------- | ---------------------------------------------------------------------------------- |
| 1983      | Kentucky Woman                                               | Lorna Whateley                        | Película para la televisión                                                        |
| 1983      | Starflight: The Plane That Couldn't Land                     | Janet Briggs                          | Película para la televisión                                                        |
| 1983      | Tender Mercies                                               | Rosa Lee                              | Nominada al Globo de Oro por mejor actriz de reparto                               |
| 1983      | Chiefs                                                       | Carrie Lee                            | Miniserie para televisión                                                          |
| 1983      | Amityville 3-D                                               | Nancy Baxter                          |                                                                                    |
| 1983      | Silkwood                                                     | Linda Dawson                          |                                                                                    |
| 1984      | Celebrity                                                    | Susan French                          | Miniserie para televisión                                                          |
| 1984      | Flashpoint                                                   | Ellen                                 | 1984 A Summer to Remember                                                          |
| 1985      | Reckless Disregard                                           | Meredith Craig                        | Película para la televisión                                                        |
| 1985      | George Burns Comedy Week                                     |                                       | Episodio: The Smiths                                                               |
| 1985      | Promises to Keep                                             | Gwen Palmer                           | Película para la televisión                                                        |
| 1986      | The Twilight Zone                                            | Sarah                                 | Episodio: Quarantine                                                               |
| 1986      | Heart                                                        | Chick Boyle                           | Nominada al Óscar a la mejor actriz de reparto                                     |
| 1987      | Murder, She Wrote                                            | Irene Rutledge                        | Episodio: Simon Says, Color Me Dead                                                |
| 1987      | L.A. Law                                                     | Patricia Pittman                      | Episodio: Sparky Brackman: R.I.P. ????-1987                                        |
| 1987      | Daddy                                                        | Ann Burnette                          | Película para la televisión                                                        |
| 1987      | Ishtar                                                       | Willa                                 |                                                                                    |
| 1988      | Little Girl Lost                                             | Clara Brady                           | Película para la televisión                                                        |
| 1988      | Far North                                                    | Rita                                  |                                                                                    |
| 1988      | Criminal Law                                                 | Det. Stillwell                        |                                                                                    |
| 1989      | Unconquered                                                  | Sra. Mary Flowers                     | Película para la televisión                                                        |
| 1989      | Her Alibi                                                    | Sally Blackwood                       |                                                                                    |
| 1989      | Incident at Dark River                                       | Betty McFall                          | Película para la televisión                                                        |
| 1990      | Thirtysomething                                              | Deborah                               | Episodio: Post-Op                                                                  |
| 1990      | Daddy's Dyin': Who's Got the Will?                           | Sara Lee Turnover                     |                                                                                    |
| 1991      | Pretty Hattie's Baby                                         |                                       |                                                                                    |
| 1991      | My Heroes Have Always Been Cowboys                           | Cheryl                                |                                                                                    |
| 1991      | The Man in the Moon                                          | Abigail Trant                         |                                                                                    |
| 1991      | Black or White                                               | Madre                                 | Cortometraje en vídeo                                                              |
| 1992      | In the Line of Duty: Siege at Marion                         | Vickie Singer                         | Película para la televisión                                                        |
| 1992      | The Turning                                                  | Martha Harnish                        |                                                                                    |
| 1992      | My New Gun                                                   | Kimmy Hayes                           |                                                                                    |
| 1992      | Willing to Kill: The Texas Cheerleader Story                 | Verna Heath                           | Película para la televisión                                                        |
| 1993      | The Hidden Room                                              | Dede                                  | Episodio: After the Crash                                                          |
| 1994–1995 | Christy                                                      | Fairlight Spencer                     | 19 episodes                                                                        |
| 1995      | Death in Small Doses                                         | Asst. D.A. Jerri Sims                 | Película para la televisión                                                        |
| 1996      | The Road to Galveston                                        | Julia Archer                          | Película para la televisión                                                        |
| 1996      | A Stranger to Love                                           | Linda Grant                           | Película para la televisión                                                        |
| 1996      | Dirty Laundry                                                | Beth Greene                           |                                                                                    |
| 1997      | The Secret                                                   | Tina DeCapprio                        | Película para la televisión                                                        |
| 1997      | Grace Under Fire                                             | Joan                                  | Episodio: Matthew's Old Lady                                                       |
| 1997      | A Child's Wish                                               | Joanna Chandler                       | Película para la televisión                                                        |
| 1997      | Gun                                                          | Virginia                              | Episodio: Ricochet                                                                 |
| 1997      | Walker, Texas Ranger                                         | Katie Malloy                          | Episodio: Sons of Thunder                                                          |
| 1997      | The Jackal                                                   | The First Lady                        |                                                                                    |
| 1997      | Cracker: Mind Over Murder                                    | Lea Ann Garner                        | Episodio: An American Dream                                                        |
| 1998–2000 | Early Edition                                                | Lois Hobson                           | 7 episodes                                                                         |
| 2000      | Morning                                                      | Margaret                              |                                                                                    |
| 2000      | Beyond the Prairie: The True Story of Laura Ingalls Wilder   | Narrator / Older Laura Ingalls Wilder | Película para la televisión                                                        |
| 2000      | The In Crowd                                                 | Dr. Amanda Giles                      |                                                                                    |
| 2000      | Touched by an Angel                                          | Betsy Baxter                          | Episodio: The Empty Chair                                                          |
| 2001      | The Rising Place                                             | Rebecca Hodge                         |                                                                                    |
| 2001      | CSI: Crime Scene Investigation                               | Julia Barrett                         | Episodio: Bully for You                                                            |
| 2002      | Beyond the Prairie 2: The True Story of Laura Ingalls Wilder | Older Laura Ingalls Wilder (voz)      | Película para la televisión                                                        |
| 2002      | No Prom for Cindy                                            | Madre de Cindy                        | Cortometraje                                                                       |
| 2003      | The Division                                                 | Polly Danko                           | Episodio: Oh Mother, Who Art Thou?                                                 |
| 2003      | Studio City                                                  | Linda Little                          | Cortometraje                                                                       |
| 2004      | One Tree Hill                                                | May Scott                             | Episodio: Crash Course in Polite Conversations                                     |
| 2004      | Lonely Place                                                 |                                       | Cortometraje                                                                       |
| 2004      | Jack & Bobby                                                 | Karen Carmichael                      | Episodio: Pilot Episodio: An Innocent Man                                          |
| 2004      | Angel in the Family                                          | Sra. Nelly Tomkins                    | Película para la televisión                                                        |
| 2005      | Loggerheads                                                  | Elizabeth Austin                      |                                                                                    |
| 2005      | Judging Amy                                                  | Barbara Nissman                       | Episodio: Sorry I Missed You                                                       |
| 2006      | Karla                                                        | Molly Czehowicz                       |                                                                                    |
| 2006      | Jam                                                          | Ruby                                  |                                                                                    |
| 2006      | Jesus, Mary and Joey                                         | Liz O'Callahan                        |                                                                                    |
| 2006      | Broken Bridges                                               | Dixie Rose Delton                     |                                                                                    |
| 2006      | Broken                                                       | Clare                                 |                                                                                    |
| 2007      | Judy's Got a Gun                                             | Susan Lemen                           | Película para la televisión                                                        |
| 2007      | Without a Trace                                              | Sra. Spade                            | Episodio: At Rest                                                                  |
| 2007      | No Country for Old Men                                       | Loretta Bell                          |                                                                                    |
| 2007      | Kiss the Bride                                               | Barbara                               |                                                                                    |
| 2007      | Saving Sarah Cain                                            | Miriam Esh                            |                                                                                    |
| 2007      | Brothers & Sisters                                           | Beth Ridge                            | Episodio: History Repeating                                                        |
| 2008      | Ghost Whisperer                                              | Ellen Wilkins                         | Episodio: Stranglehold                                                             |
| 2008–2010 | Breaking Bad                                                 | Diane Pinkman                         | Episodio: Cancer Man Episodio: Grilled Episodio: Down Episodio: Caballo sin Nombre |
| 2009      | Fatal Secrets                                                | Naomi                                 |                                                                                    |
| 2009      | Law & Order: Special Victims Unit                            | Sra. Hallander                        | Episodio: Stranger                                                                 |
| 2009      | Cold Case                                                    | Sharon Lertola                        | Episodio: November 22                                                              |
| 2009      | Crash                                                        | Wendy Olinville                       | 10 episodes                                                                        |
| 2010      | Buried                                                       | Maryanne (voz)                        |                                                                                    |
| 2010      | Grey's Anatomy                                               | Sra. Nelson                           | Episodio: Perfect Little Accident                                                  |
| 2010      | In Plain Sight                                               | A.U.S.A. Rolly                        | Episodio: Coma Chameleon                                                           |
| 2011      | A Christmas Wish                                             | Trudy Willis                          |                                                                                    |
| 2012      | Revenge                                                      | Carole Miller                         | 2 episodes                                                                         |
| 2013      | Sunlight Jr.                                                 | Kathleen                              |                                                                                    |
| 2013      | Straight A's                                                 | Madre                                 |                                                                                    |
| 2014      | True Detective                                               | Sra. Kelly                            | Episodio: Seeing Things                                                            |
| 2014      | Frank                                                        | Madre de Frank                        |                                                                                    |
| 2015      | Criminal Minds                                               | Dinah Troy                            | Episodio: Rock Creek Park                                                          |
| 2015      | The Perfect Guy                                              | Sra. McCarthy                         |                                                                                    |
| 2019      | El Camino: A Breaking Bad Movie                              | Diane Pinkman                         |                                                                                    |

## Premios y distinciones
Premios Óscar
| Año  | Categoría               | Película             | Resultado |
| ---- | ----------------------- | -------------------- | --------- |
| 1987 | Mejor actriz de reparto | Crímenes del corazón | Nominada  |